# Cathédrale Saint-Nicolas de Brooklyn
Ne doit pas être confondu avec Cathédrale Saint-Nicolas de Manhattan.
La cathédrale Saint-Nicolas de Brooklyn est une église du Patriarcat orthodoxe grec d'Antioche à New York. Située 355 State Street dans Boerum Hill à Brooklyn, c'est le siège du primat de l'Archidiocèse orthodoxe antiochien d'Amérique du Nord.

## Histoire
En 1895, une première congrégation est établie par l'évêque Raphaël de Brooklyn dans un appartement de 77 Washington Street, dans le quartier de la Petite Syrie, dans Manhattan.  
Le 22 mai 1901, l'archevêque orthodoxe russe d'Amérique du Nord Tikhon de Moscou bénit la première pierre de la cathédrale Saint-Nicolas, au 301 Pacific Street, à Brooklyn. Le 9 novembre 1902, il y célèbre la première divine Liturgie, pour les immigrants arabophones relevant du patriarcat orthodoxe d'Antioche. Deux semaines plus tard, il la consacre. 
En 1920, la congrégation déménage de nouveau, dans une église construit en 1870, St. Peter's Episcopal Church.